# Dolphin Comics
Dolphin Comics es un grupo de autores noveles que se dedica a la difusión del cómic y actividades circundantes tales como el cosplay la música japonesa, la ilustración, la lectura, etc. mediante la edición de fanzines y eventos.

## Miembros
Staff: Los fundadores
- Ashler
- Shiroyama
- Cros (Feinhert)
- Gôdo

## Fanzines

### Revistas
| # | Portada | Información |
| - | ------- | --- |
| 1 |         | Dolphin-Zine nº1 - Publicada: 29 de octubre de 2004 XI Salón del Manga de la Farga del Hospitalet                   |
| 2 |         | Dolphin Comics Fanzine nº2 - Publicada: 9 de junio de 2005 XXIII Saló Internacional del Còmic de Barcelona          |
| 3 |         | Dolphin Comics Fanzine nº3 - Publicada: 29 de octubre de 2005 XI Salón del Manga de la Farga del Hospitalet         |
| 4 |         | Dolphin Comics Magazine AñoII nº1 - Publicada: 27 de octubre de 2006 XII Salón del Manga de la Farga del Hospitalet |

### Cómics
| # | Portada | Información                                                                                        |
| - | ------- | -------------------------------------------------------------------------------------------------- |
| 1 |         | Rush-Van nº1 - Publicado: 9 de junio de 2005 XXIII Saló Internacional del Còmic de Barcelona       |
| 2 |         | Rush-Van nº2 - Publicado: 29 de octubre de 2005 XI Salón del Manga de la Farga del Hospitalet      |
| 3 |         | Dirty Club nº1 - Publicado: 29 de octubre de 2005 XI Salón del Manga de la Farga del Hospitalet    |
| 4 |         | Dirty Club nº2 - Publicado: 1 de noviembre de 2007 XIII Salón del Manga de la Farga del Hospitalet |

## Eventos

### Jornadas de Cultura y Ocio Juvenil KATTENI
Jornadas lúdicas donde se dan lugar actividades como concurso de cosplay y karaoke, juegos de rol y videojuegos. En ellos también hay concierto y es un lugar de reunión de muchos seguidores del manga y del anime así como de otras aficiones similares en la ciudad de Sabadell.
En estos eventos organizados por Dolphin Comics han colaborado otros grupos o asociaciones como el club de rol El Refugio del Sátiro, la Associació Joves Amics dels Llibres (AJALL), Asociación Arcadia, Sakusen Carnival y Lolita in Wonderland.
Hasta la fecha se han realizado las siguientes jornadas:
- I Jornadas de Cultura y Ocio Juvenil KATTENI (20 y 21 de abril de 2006)
- II Jornadas de Cultura y Ocio Juvenil KATTENI (5 y 6 de mayo de 2007)
- III Jornadas de Cultura y Ocio Juvenil KATTENI (17 de mayo de 2008)

### Dr. Ramen Festival
Conciertos benéficos para dibujantes y autores noveles donde participan varios grupos del panorama musical español influenciados por estilos y grupos japoneses o versiones propias de temas como el anime, los videojuegos o bandas sonoras de películas.
Hasta la fecha se han realizado las siguientes festivales:
- Dr. Ramen Festival (1 de septiembre de 2007)

Grupos: Rasen, Red Square, Antaras y Gothic Dolls
- Dr. Ramen Festival '08 (13 de septiembre de 2008)

Grupos: Jikan Gai, Red Square, Barovia, Saigo, Violent Pachinko y Pinku Jisatsu

### Otros eventos
Además de los dos eventos anteriores el grupo Dolphin Comics ha realizado otros eventos de menor escala, son eventos en los que se busca una jornada entretenida.
Hasta la fecha se han realizado los siguientes eventos:
- ハレンタンデー (Valentine Day) - Joranadas japonesas de San Valentín (16 de febrero de 2008)

## Enlaces Oficiales
- Dolphin Comics Blog
- Jornadas Katteni

- Datos: Q2883138